# Inocutis dryophila
Inocutis dryophila es una especie de hongo de la familia Hymenochaetaceae.

## Clasificación y descripción de la especie
Es una especie que presenta una gran variación en la forma de los basidiomas, lo cual depende en qué parte del hospedero esté creciendo; es decir, si crece en sitios donde se desprenden ramas secas, adquiere una forma plana y extendida con la porción granular angosta, pero si crece directamente del tronco, el píleo es entonces de forma ungulada con la porción granular corpulenta, llegando a ocupar la mayor parte del contexto.
Basidioma de 80-250 x 60-150 x 30-80 mm, anual, pileado-sésil, triangular, con la base contraída, de consistencia corchosa. Píleo semicircular, de color marrón, cubierto por una costra marrón rojiza oscura, tomentoso a glabro y en algunas partes escruposo, azonado y agrietado. Himenóforo poroide, de marrón pálido a marrón oscuro, iridiscente; poros angulares, de 1-3 por mm. Contexto hasta 70 mm de grosor, de color marrón pálido con tintes marrón oscuro. Sistema hifal monomítico con hifas generativas con septos simples, de color marrón amarillento a marrón rojizo, con pared delgada a gruesa sobre todo en el contexto, de 3.2-6.4 μm de diámetro. Himenóforo y de 4.8-11 μm de diámetro en el contexto. Hifas de la capa granular del contexto de 2 tipos: hialinas, sinuosas, con pared delgadas, de 2.4-7 μm de diámetro, marrón amarillento pálido a marrón rojizo oscuro, con pared gruesa, de 4.8-12.0 μm de diámetro. Setas himeniales y setas hifales ausentes. Basidiosporas de 6.4-8.8 x 4-5.6 μm, elípticas, lisas, de pared gruesa, de marrón amarillento a marrón rojizo, inamiloides muy abundantes.

## Distribución de la especie
Se desarrolla en México, en los estados de Durango, Nuevo León, Sonora y Veracruz.

## Ambiente terrestre
Es una especie solitaria, crece generalmente en madera muerta de álamo (Populus) spp. y encinos (Quercus) spp.

## Estado de conservación
Se conoce muy poco de la biología y hábitos de los hongos, por eso la mayoría de ellos no se han evaluado para conocer su estatus de riesgo (Norma Oficial Mexicana 059).

## Importancia cultural y usos
Ocasiona una pudrición blanca.